# Växjö domkyrkodistrikt
Växjö domkyrkodistrikt är ett distrikt i Växjö kommun och Kronobergs län.
Distriktet ligger i centrala delen av Växjö.

## Tidigare administrativ tillhörighet
Distriktet inrättades 2016 och utgörs av en del av det område som fram till 1971 utgjorde Växjö stad.
Området motsvarar den omfattning Växjö domkyrkoförsamling fick 1995 efter utbrytning av Teleborgs församling.